# Sam Hanna
Pour les articles homonymes, voir Hanna.
Cet article possède des paronymes, voir Samana et Anna Sam.
Pour un article plus général, voir Liste des personnages de NCIS : Los Angeles.
L'agent spécial Sam Hanna, interprété par LL Cool J, est un personnage fictif de la série NCIS : Los Angeles (principal saisons 1 à 14 ; 2006 à 2023) puis de la série NCIS : Hawai’i (récurrent pendant la saison 3 ; 2023 à 2024).

## Biographie
Sam Hanna est un agent spécial du Naval Criminal Investigative Service (NCIS) et travaille à l'Office of Special Projects (OSP - Bureau des Affaires Spéciales). C'est un ancien Chief Petty Officer des Navy SEAL, avec lesquels il a participé à des opérations en Bosnie, en Irak et en Afghanistan. Il a été blessé lors de l'une de ces opérations, puis il a pris sa retraite. Durant une mission, il a été enterré vivant avec son coéquipier. 
Il est très ami avec son coéquipier, l'agent G. Callen, en qui il a une totale confiance et avec lequel il fait équipe depuis 7 ans. C'est lui qui lui sauve la vie lorsque celui-ci se fait tirer dessus dans l'épisode Légende. Sam est par ailleurs le seul membre de l'équipe autorisé par Callen à l'appeler « G. ».
Sam est marié et a au moins deux enfants, dont une fille, Kamran, et un fils, Aiden, qui est cadet chez les Marines. Callen est au courant de leur existence, mais reste très évasif lorsque Kensi et Deeks lui demandent plus d'informations. Sa femme, Michelle Hanna, est un ancien agent de la CIA qui, après avoir décidé de se consacrer à sa famille pour une période inconnue, reprend du service dans l'affaire Sidorov, une situation qui inquiète Sam. Michelle décède par asphyxie dans l'épisode 23 de la saison 8 .
L'agent Hanna est une personne extrêmement déterminée. Son rêve d'enfant était de devenir un Navy SEAL et, lorsqu'il décida de rejoindre la Marine, il ne savait même pas nager.
Il possède un coffre-fort dans lequel il conserve ce qu'il a de plus précieux, notamment sa collection complète de bandes dessinées du surfer d'argent, et un gant de Michael Jackson.
Sam est ami avec l'ex-Navy SEAL Steve McGarrett de l'unité spéciale 5-0 de Hawaii, avec qui il était stationné à Coronado en Californie.

## Compétences
Il a une très grande maîtrise dans le combat en corps à corps et parle plusieurs langues dont l'arabe, le pashtoun et le japonais. Il est musulman et a une connaissance encyclopédique du Coran, et mène encore sa vie selon le code de conduite des SEAL.